# Frédéric Gros
Frédéric Gros (* 30. November 1965 in Saint-Cyr-l’École, Département Yvelines, Frankreich) ist ein französischer Philosoph und Kenner des Lebens und der Ideen von Michel Foucault.

## Leben
Gros besuchte von 1986 an die École normale supérieure in Paris. Seine These zu seiner Promotion hatte 1999 den Titel Théorie de la connaissance et histoire des savoirs.
Gros ist Professor für politisches Denken am Institut d’études politiques de Paris. Des Weiteren lehrt er an der Universität Paris-Est-Créteil-Val-de-Marne.

## Veröffentlichungen
- Michel Foucault. Presses universitaires de France, Reihe Que sais-je?, Paris 1996, ISBN 2-13-047686-4.
- mit Antoine Garapon und Thierry Pech: Et ce sera justice. Punir en démocratie. Odile Jacob, Paris 2001, ISBN 978-2-7381-1022-0.
- als Herausgeber: Foucault. Le courage de la vérité. Presses universitaires de France, Reihe Débats philosophiques, Paris 2002. ISBN 2-13-052331-5.
- État de violence: Essai sur la fin de la guerre. Gallimard, Paris 2006, ISBN 978-2-07-077451-7.
- Marcher, une philosophie. Carnets Nord, Paris 2008, ISBN 978-2-35536-008-4.
  - deutsch von Michael Bayer und Ursel Schäfer: Unterwegs: Eine kleine Philosophie des Gehens. Riemann, München 2010, ISBN 978-3-570-50120-7.
- Le Principe sécurité. Gallimard, Paris 2012, ISBN 978-2-07-013350-5.
  - deutsch von Ulrich Kunzmann: Die Politisierung der Sicherheit. Matthes & Seitz, Berlin 2015, ISBN 978-3-95757-016-1.[1]